# 山口熊野
山口 熊野（やまぐち ゆや、元治元年11月11日（1864年12月9日） - 昭和25年（1950年）6月24日）は、日本の実業家、政治家。紀勢本線敷設の功労者。

## 関連項目

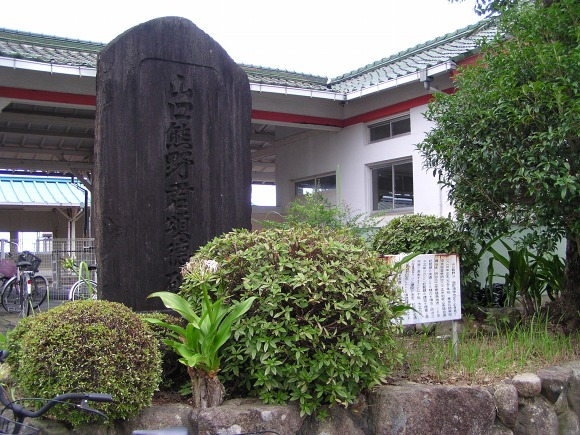
山口熊野頌徳碑（那智駅）

## 生涯
元治元年（1864年）11月11日、紀伊国牟婁郡浦神村（現：和歌山県東牟婁郡那智勝浦町浦神）で山口俊道の長男として生まれる。幼名は俊太。和歌山医学校を経て東京外国語学校ドイツ語科を卒業し、東京大学予備門に転じて医学部への入学準備に専念した。しかし、当時盛んになっていた自由民権運動に共鳴して板垣退助の自由党へ入党し、議会開設の急務を提唱した。
明治18年（1885年）に扶桑政談社を設立し、雑誌通信録を発行したが、法に抵触して禁固1年6ヶ月、罰金100円に処せられて投獄された。出所後の翌明治19年（1886年）にイギリス船籍の貨物船でアメリカへ密航し、在留日本人愛国同盟を組織して海外初の日本語新聞「新日本」を発行したが、同紙上で日本の藩閥政治を批判したため、政府は同紙を輸入禁止処分にし、既刊のものを押収した。
明治21年（1888年）、活字を購入するため一時帰国した際に逮捕され、拘禁1年3ヶ月の後、公判で5年8ヶ月の重禁固の判決が下されたが、控訴中に大日本帝国憲法公布の大赦によって出獄した。
明治26年（1893年）9月、和歌山県会議員に東牟婁郡選挙区から補欠で選出されたが、翌明治27年（1894年）10月に辞職して上京する。
明治31年（1898年）の第5回衆議院議員総選挙に和歌山県第3区から出馬して当選し、以後連続6選を果たす。故郷の和歌山県を「陸の孤島」の状態から解消するため、紀勢鉄道（現：紀勢本線）敷設を提唱し、紆余曲折の末、大正7年（1918年）に改正鉄道敷設法案が衆議院・貴族院の両院で可決され、翌大正8年（1919年）からの着工が決定。
日露戦争の際には勲四等旭日小綬章を受章。明治45年（1912年）の第11回衆議院議員総選挙では落選したが、大正9年（1920年）の第14回衆議院議員総選挙で復活当選を果たして勲三等に昇叙し、大正13年（1924年）の任期満了まで務め、以後は立憲政友会院外団の元老として活躍した。
昭和25年（1950年）6月24日、死去。享年87（満85歳没）。山口家の本籍地は明治39年（1906年）4月に東京府へ移されているが、昭和15年（1940年）には那智駅に頌徳碑が建立され、紀勢本線の敷設に尽力した熊野の功績を伝えている。